# Карбункул (хвороба)
Карбу́нкул (лат. carbunculus, заст. димєниця, бубонесъ) — розлите гнійно-некротичне запалення глибоких шарів дерми і гіподерми із залученням до процесу групи сусідніх сальних залоз, волосяних фолікулів та підшкірної клітковини. При карбункулі гнійно-некротичний інфільтрат займає велику площу і поширюється в більш глибоких шарах дерми і гіподерми, ніж при фурункулі. Входить до групи піодермій.

## Походження назви
Слово «карбункул» походить від лат. carbonum («вугілля») і буквально означає «вугільник», тому що в процесі гнійно-некротичного запалення утворюються великі ділянки некрозу, які мають темний колір, що й послужило підставою до порівняння захворювання з вугіллям.

## Етіологія
Збудник — золотистий стафілокок, рідше — інші види стафілокока, стрептокок або змішана інфекція.

## Патогенез
У патогенезі відіграють роль виснаження (внаслідок хронічного недоїдання або перенесеного важкого загального захворювання) та порушення обміну речовин, особливо вуглеводного (при цукровому діабеті).

## Клінічні ознаки
Локалізація — задня поверхня шиї, спина, поперек, сідниці.
Клінічний перебіг. На початку розвитку карбункула в шкірі виявляють кілька окремих щільних вузликів, які зливаються в один інфільтрат. Останній збільшується, іноді досягаючи розмірів дитячої долоні. Поверхня його набуває напівкулясту форму, шкіра стає напруженою, центр інфільтрату має синюшне забарвлення: виражена місцева болючість. Це перша стадія розвитку інфільтрату, що триває 8–12 днів.
Потім в ділянці інфільтрату формується кілька пустул, покришки яких розкриваються, і утворюється кілька отворів, що надають карбункулу вигляд, який нагадує решето. Через ці отвори виділяються гній і некротичні маси часто зеленого кольору з домішкою крові. Поступово всі великі ділянки центру карбункула піддаються некрозу. Відторгнуті маси утворюють великий дефект тканини — формується глибока виразка, іноді доходить до м'язів. Друга стадія — стадія нагноєння і некрозу — триває від 14 до 20 днів.
Далі виразка заповнюється грануляційною тканиною і утворюється, як правило, грубий глибокий рубець, спаяний з підлеглими тканинами. Великі рубці залишаються і після оперативного втручання.
Зазвичай бувають одиночні карбункули. Їхній розвиток супроводжується високою температурою до 40 °C, значною інтоксикацією, нудотою, блюванням, головним болем, втратою апетиту, нездужанням. Ці явища особливо виражені при карбункулі обличчя. Злоякісний перебіг карбункула можна спостерігати в похилому віці, у виснажених хворих, що страждають на декомпенсований цукровий діабет, при нервово-психічній перевтомі. У цих випадках з'являються невралгічний біль, марення або ж глибока прострація, гарячка септичного характеру. З ускладнень відмічають лімфангіт, лімфаденіт, тромбофлебіт, гнійний менінгіт, сепсис. Смерть може наступити від профузної кровотечі з великої судини і від сепсису. При локалізації в області носа, верхньої губи можливий тяжкий менінгіт.
Диференційну діагностику проводять із карбункулом при сибірці, при якому є відсутність болю у місці ураження, більш різко виражений і поширений набряк тканин; в ділянці пустули спостерігають утворення чорного струпа, що нагадує вугілля (грец. άνθρακξ), і виявляють збудника — аеробну грампозитивну Bacillus anthracis. Від фурункула карбункул легко відрізнити на основі описаної вище клінічної картини.

## Лікування
Негайна госпіталізація в хірургічне відділення. З початку розвитку карбункула обколюють вогнище розчином пеніциліну по 200 000—450 000 одиниць дії щоденно упродовж 2–3 днів. Показані струми ультрависоких частот. На поверхню карбункула накладають асептичну пов'язку. Суворий ліжковий режим (не можна навіть розмовляти), рідка молочно-рослинна їжа, багато пиття, внутрішньом'язово антибіотики за схемою.
Безуспішність консервативного лікування та збільшення інтоксикації є показаннями до оперативного лікування. Операція полягає у широкому розтині та видаленні нежиттєздатних тканин. Рану тампонують. Через 2–3 дні проводять заміну тампонів. При карбункулі обличчя лікування консервативне.